# Mind’s Eye
Mind’s Eye ist eine schwedische Metalband.

## Geschichte
Die Band wurde 1992 unter dem Namen Afterglow von Daniel Flores (Schlagzeug, Keyboard), Daniel Palmqvist (Gitarre), Robert Forse (Gesang) und Fredrik Grünberger (Gitarre) gegründet.
1996 veröffentlichte die Band ihre Demo-CD, die Afterglow heißt.
Ein Jahr später, als Sänger Robert Forse durch Andreas Novak ersetzt wurde, veröffentlichte die Band mit Into the Unknown ihr Debütalbum. Später wurde auch Fredrik Grünberger durch Johan Niemann an der Gitarre ausgetauscht. Into the Unknown wurde vom Label Sensory Records produziert und durch Century Media in den USA und Deutschland vertrieben.
1999 veröffentlichte die Band ihr zweites Album, Waiting for the Tide, über ihr eigenes Label Round Records.
2000 verließ Johan Niemann die Band, um bei Therion sein Glück zu versuchen, kehrte jedoch ein Jahr später auf Anfrage der Band wieder zurück.
2001 veröffentlichte die Band ihr drittes Album The Work of Art im August 2001. Zwei Monate zuvor unterschrieb die Band bei Rising Sun Productions (u. a. standen da Angra, Black Symphony und Dreamscape unter Vertrag).
Sänger Novak veröffentlichte 2004 sein erstes Solo-Album, das von Flores produziert wurde. Mit Lion Music fand die Band ein Label, das die letzten beiden Album neu veröffentlichte.
2006 veröffentlichte die Band mit Walking on H2O ihr viertes Album. Ein Jahr später erschien A Gentleman’s Hurricane. Dieses wurde in Europa und Japan veröffentlicht.
2008 folgte eine Neuveröffentlichung des Albums Afterglow.

## Diskografie
- 1996: Afterglow (2008 neu veröffentlicht)
- 1998: Into the Unknown (Sensory Records)
- 1999: Waiting for the Tide (Round Records; 2006 neu veröffentlicht, Lion Music)
- 2001: A Work of Art (Rising Sun; 2005 neu veröffentlicht, Lion Music)
- 2006: Walking on H2O (Lion Music)
- 2007: A Gentleman’s Hurricane (Lion Music)